# NGC 78
NGC 78 è una coppia di galassie a spirale, situate nella costellazione dei Pesci. NGC 78A, la componente più meridionale, è una galassia a spirale barrata. NGC 78B, la componente settentrionale, è una galassia ellittica. Le designazioni NGC 78A e 78B sono di uso recente, mentre al momento della scoperta la dizione NGC 78 faceva riferimento solamente alla galassia settentrionale.
NGC 78 venne scoperta nel 1876 dall'astronomo danese Carl Frederick Pechüle, che la ritenne un'unica galassia. Fu descritta come "molto debole, piccola e tondeggiante" da John Louis Emil Dreyer, il compilatore del New General Catalogue.
Nonostante la loro vicinanza, considerando che le due galassie hanno velocità di recessione differenti, ragionevolmente non si tratta di galassie interagenti.